# Illicium pseudosimonsii
Illicium pseudosimonsii är en tvåhjärtbladig växtart som beskrevs av Qi Lin. Illicium pseudosimonsii ingår i släktet Illicium och familjen Schisandraceae. Inga underarter finns listade.